# Società Polisportiva del Littorio Alma Juventus Fano 1933-1934
Questa pagina raccoglie i dati riguardanti la Società Polisportiva del Littorio Alma Juventus Fano nelle competizioni ufficiali della stagione 1933-1934.

## Rosa
| N. |                   | Ruolo | Calciatore           |
| -- | ----------------- | ----- | -------------------- |
|    | Italia (bandiera) | D     | Aureli (III)         |
|    | Italia (bandiera) | C     | Umberto Benavia      |
|    | Italia (bandiera) | C     | Benini (III)         |
|    | Italia (bandiera) | A     | Brunini              |
|    | Italia (bandiera) | D     | Carboni              |
|    | Italia (bandiera) | A     | Sabino Carelli       |
|    | Italia (bandiera) | C     | Cecchini             |
|    | Italia (bandiera) | A     | Lodovico De Filippis |
|    | Italia (bandiera) | A     | Alfredo Dolcini      |

| N. |                   | Ruolo | Calciatore         |
| -- | ----------------- | ----- | ------------------ |
|    | Italia (bandiera) | D     | Secondo Fabbri     |
|    | Italia (bandiera) | D     | Armando Gasperotto |
|    | Italia (bandiera) | C     | Raffaele Mancini   |
|    | Italia (bandiera) | P     | Enzo Mei           |
|    | Italia (bandiera) | D     | Giovanni Moschini  |
|    | Italia (bandiera) | D     | Sergio Pagnini     |
|    | Italia (bandiera) | D     | Renzoni            |
|    | Italia (bandiera) | D     | Scarpone           |
|    | Italia (bandiera) | C     | Nicola Titto       |